# 니시나 가에
니시나 가에(일본어: 仁科 賀恵, 1972년 12월 7일 ~ )는 일본의 은퇴한 여자 축구 선수이다.

## 국가대표팀 경력
니시나 가에는 1995년 5월 5일 캐나다와의 경기에서 일본 국가대표팀에 데뷔했다. 1995년 AFC 여자 축구 선수권 대회 준우승 획득에 기여했으며 1995년과 1999년 FIFA 여자 월드컵, 1996년 하계 올림픽에도 출전했다. 그녀는 2000년까지 국제 A매치 46경기에 출전하여 2득점을 넣었다.

## 통계
| 일본 | 일본 | 일본 |
| 연도 | 출전 | 득점 |
| ---- | ---- | ---- |
| 1995 | 9    | 0    |
| 1996 | 10   | 0    |
| 1997 | 7    | 1    |
| 1998 | 10   | 0    |
| 1999 | 6    | 0    |
| 2000 | 4    | 1    |
| 통산 | 46   | 2    |